# Lockney
Lockney est une ville du comté de Floyd, dans l'État du Texas, aux États-Unis. 

## Démographie
Sa population s’élevait à 2 056 habitants lors du recensement de 2010.

## Géographie
La superficie de la ville est de 4 km².

## Source
- (en) Cet article est partiellement ou en totalité issu de l’article de Wikipédia en anglais intitulé « Lockney, Texas » (voir la liste des auteurs).